# 愛知県立豊橋工科高等学校
愛知県立豊橋工科高等学校（あいちけんりつ とよはしこうかこうとうがっこう）は、愛知県豊橋市草間町官有地にある公立工科高等学校。略称は「豊工」（とよこう）。また、生徒からは「橋工」と呼ばれることもある。

## 沿革
- 1944年（昭和19年）4月 - 豊橋市立工業学校として創立。
- 1948年（昭和23年）4月 - 豊橋実業高等学校に校名変更。
- 1949年（昭和24年）4月 - 豊橋市立工業高等学校に校名変更。
- 1952年（昭和27年）4月 - 県立に移管し、愛知県立豊橋工業高等学校に校名変更。県立国府高校機械科、電気科を編入し、豊橋本校と豊川分校からなる愛知県立豊橋工業高校が発足。
- 1956年（昭和31年）4月 - 豊川分校が愛知県立豊川工業高等学校として分離独立。
- 2019年（令和元年）11月6日 - 県教委が2020年（令和2年）度から電子機械科と電子工学科を統合してロボット工学科に改編する生徒募集計画を発表 [1]。
- 2021年（令和3年）4月 - 豊橋工科高等学校に校名変更[2] 。併せて、全日制課程で建築科を建築デザイン科に、土木科を都市工学科に改称。

## 学科

### 機械・電気系（全日制）
1年次は以下の3学科共通のカリキュラム。1年次の終盤に学科を選択する。
- ロボット工学科（2020年（令和2年）入学生より）[3] [1]
  - 愛知県の工業高校で初めてロボット工学を設置。
- 機械科
  - 主にエンジンなどの自動車部品の知識や工作機械の取り扱いについて学習する。
- 電気科
  - 主に電気について学習する。

### 建設系（全日制）
1年次は以下の2学科共通のカリキュラム。1年次の終盤に学科を選択する。
- 建築デザイン科
  - 主に建築に関する構造や設計製図などについて学習する。
- 都市工学科
  - 主に土木に関する構造設計や施工、測量学などについて学習する。

### 定時制
- 機械科

## 学校の特色
1年次は機械科T科と建築科K科と二つの科になるが、2年からT科からM・R・Eと三つの科に分かれ、K科からA・Uと学科が分かれる。分かれる際は個人面談にて選択肢を聞かれ決めることができるが人数が多い場合は成績順で優先される。卒業後の進路は毎年就職内定率95％以上。
男子制服は学ランで中学の頃の制服のボタンを変えるだけの生徒もいる。女子生徒はブレザーに赤のスカーフリボン。人数が少ないため試着の際は、豊橋西高校の制服を使う。
愛知県道386号の道沿いに戦争遺跡、輜重兵第15大隊の門柱が今も残っている。

## 入学
全日制は、豊橋市を中心に東三河ほぼ全域から進学。
浜松市中心部まで工業高校がないため、豊橋市への距離が近い静岡県西遠地方（湖西市、浜松市三ケ日地区）からの通学生もいる。

## 部活動

### 実績・特徴
野球部は、2015年春（第87回）に21世紀枠として春夏通じて初めて甲子園に出場した。試合は0-3準優勝した東海大四（北海道）に敗戦した。吹奏楽部がないため、市内複数の高校の吹奏楽部に応援を頼みオレンジ一色に染まったアルプスの大応援団が評価され、この大会の応援団賞の最優秀校に選ばれた。
音楽部は、2014年（平成26年）と2018年（平成30年）、全国高等学校総合文化祭に写真を出展。
美術部は、2014年（平成26年）と2018年（平成30年）、全国高等学校総合文化祭に油彩画を出展。
定時制の機械工作部は、『豊橋エコテクノレース』にて、2012年（平成24年）3位入賞、『高等学校エコカーレース総合大会』にて、2014年（平成26年）5位入賞、2015年（平成27年）5位入賞、2017年（平成29年）準優勝、2018年（平成30年）3位入賞、2019年（令和元年）3位入賞、ハイブリッドカー部門において2019年（令和元年）優勝、2020年（令和2年）優勝。
どの部活にも女子生徒は入部できるが、運動部の場合はほとんどの女子生徒はマネージャーになることが多い。

### 運動部（全日制）
- 野球部
- 陸上部
- 水泳部
- テニス部
- ハンドボール部
- アウトドア部
- ラグビー部
- サッカー部
- バスケットボール部
- バレー部
- 卓球部
- 柔道部
- 空手道部
- 弓道部
- 剣道部

### 文化部（全日制）
- ラジオ部
- 機械部
- ウッドクラフト部
- 土木部
- 写真部
- 音楽部
- 美術部
- 英語部
- 土木部
- イラスト文芸部
- 囲碁将棋部
- コンピューター部
- 模型部
- 茶道部
- 放送部
- 電気同好会

### 定時制部活動
- 機械模型部

## 課外活動
豊橋エコテクノレースに機械部が出場し、毎回良好な成績を収めている。運動部もとても活躍している。模型部では豊橋鉄道市内線で運行されているT1000形「ほっトラム」の5インチゲージの模型が、2009年（平成21年）に完成した。
全国高等学校ビジネスアイデア甲子園において、2012年（平成24年）「簡易型ゴミ袋圧縮装置『吸ってQ』」審査員特別賞、2013年（平成25年）「BBQを便利にするアイデア」優勝、2014年（平成26年）「フンバルンバ」準優勝、2015年（平成27年）「四季ファニチャー」優勝、2016年（平成28年）「キャッチリトリ」優勝と快挙を成した。
高校生ものづくりコンテスト全国大会において、機械系・旋盤作業部門（経済産業大臣賞）2010年（平成22年）優勝。

## 資格
- 工事担任者（卒業後にAI第3種及びDD第3種の一部科目免除）
- 電気主任技術者（卒業後に実務経験を積めば第三種の取得可）
- 電気工事士（卒業後に第二種の筆記試験免除）
- 建築施工管理技士（卒業後に二級の学科試験の受験可）
- 危険物取扱者
- 測量士補
- 情報処理技術者
  - ITパスポート
  - 基本情報技術者試験
- 計算技術検定 (3級を1年生全員受検)
- 情報技術検定 (3級を1年生全員受検)
- リスニング英語検定
- ラジオ音響技能検定
- 陸上特殊無線技士
- 品質管理検定(QC検定)
- 愛知県高等学校職業教育技術検定制度 旋盤技能検定

(全日制 機械科 全員受検)
- 機械製図検定 (全日制 機械科 3年生全員受検)
- アーク溶接技能講習  (定時制 3年生全員受講)
- 技能検定
  - 普通旋盤作業３級～２級（希望者）
  - 機械検査作業３級～２級（希望者）
  - フライス盤作業３級（希望者）

## 著名な出身者
- 牧勝彦 - 元プロ野球選手
- 松平健 - 俳優。中退。
- 長坂秀佳 - 脚本家・小説家
- 鈴木邦宏 - ファインモールド 代表取締役
- 桂文月 - 落語家
- 三遊亭鳳月 - 落語家（元若月・若月徹）
- 金田哲（はんにゃ） - お笑い芸人
- 堀田伸一 - 豊橋市議会議員、元競輪選手
- 朝倉海 - 総合格闘家
- 井上直樹 - 総合格闘家
- 船井照夫-陸上競技。1964東京オリンピック10000m14位